# Miracolo del bambino nato morto
Il Miracolo del bambino nato morto è una tavoletta (tempera su tavola, 75×57 cm) della serie dei Miracoli di san Bernardino, attribuita a Pietro Perugino, datata 1473 e conservata nella Galleria Nazionale dell'Umbria a Perugia.

## Storia
Nel 1473 i Francescani di Perugia commissionarono a Pietro Perugino e altri la decorazione di due ante con un totale di otto tavolette dipinte che chiudevano una nicchia con la statua del santo nell'oratorio di San Bernardino. All'epoca l'ordine era impegnato nella diffusione del messaggio religioso e politico del santo senese, canonizzato nel 1450, e la serie doveva raffigurarne i miracoli.
All'impresa parteciparono almeno cinque mani, tra cui sono stati fatti anche nomi di pittori molto prestigiosi, che però si attennero a un medesimo stile, il cui progetto viene in genere attribuito al Perugino stesso, allora molto giovane e solo da un anno diventato maestro a tutti gli effetti con l'iscrizione alla compagnia di San Luca a Firenze (1472).
Tra le tavolette solo quella del Miracolo della fanciulla risanata, tra le migliori qualitativamente della serie, è unanimemente attribuita al Perugino, mentre altre sono riferite solo in parte o dubitativamente, come questa del Miracolo del bambino nato morto.
La serie venne smantellata e il suo aspetto e collocazione originaria è ancora oggi oggetto di diatribe tra gli studiosi.

## Descrizione e stile
L'episodio narrato è quello di san Bernardino che fa risorgere il bambino nato morto da Giovanni e Margherita da Basilea, oppure, secondo un'altra interpretazione meno seguita, del parto miracoloso concesso a una donna ritenuta sterile. La scena del miracolo vero e proprio è ambientata a sinistra in secondo piano, sotto un'ariosa loggia, mentre la parte destra è occupata da aggraziate figure in primo piano, forse memore dell'impaginazione della Flagellazione di Piero della Francesca.
Le figure comunque sono piccole ed occupano la fascia inferiore, mentre vera protagonista della scena è la fastosa architettura, che prevale sulle figure scandendo solennemente lo spazio in maniera regolare.
La luce è chiara e nitida, i colori tenui, le ombre schiarite, sul modello di Piero della Francesca, mentre la purezza architettonica rivela una meditazione sulla scuola urbinate. Le decorazioni policrome che rivestono le partiture architettoniche e le acutezze goticheggianti di alcune figure sono legate all'eredità locale.
La scena è incorniciata da un motivo a finti gioielli e perle.